# Acuerdo de Maarab
El Acuerdo de Maarab (en árabe: تفاهم معراب) es un documento altamente reservado firmado entre los líderes del Movimiento Patriótico Libre y las Fuerzas Libanesas el 18 de enero de 2016 para promover a la candidatura de Michel Aoun como presidente del Líbano. 

## Acuerdo
El acuerdo fue firmado en secreto, entre el líder del Movimiento Patriótico Libre y yerno de Michel Aoun, Gebran Bassil, y el jefe de las Fuerzas Libanesas, Samir Geagea, en los cuarteles de este último en Maarab, Líbano, el 18 de enero de 2016. El Acuerdo requería que Geagea apoyase la candidatura de Michel Aoun para las elecciones del Líbano de 2016, varios años después de una larga disputa que viene desde finales de la guerra civil libanesa y de la Guerra de Liberación de 1989 entre Aoun y Geagea.
El acuerdo también abordó las elecciones parlamentarias, la distribución de los escaños ministeriales entre los dos partidos y la distribución equitativa de los puestos de trabajo de primera clase.

## Tensiones
El 31 de octubre de 2016, Aoun fue elegido Presidente del Líbano después de dos años de vacancia, pero las relaciones entre las dos partes pronto se volvieron tensas, especialmente después de que copias del acuerdo fueron filtradas por parte de la Lebanese Broadcasting Corporation (LBC) en televisión.
En 2019, Samir Geagea le pidió a Michel Aoun que interviniera para salvar el acuerdo, que ha unido a los dos líderes después de décadas de relaciones antagónicas y conflictivas.